# Gail Sheridan
Gail Sheridan (Seattle, 11 de enero de 1916 – Chevy Chase (Maryland), 17 de septiembre de 1982) fue una actriz y bailarina estadounidense de los años 30.

## Biografía
Shirley Gail Mingins nació en Seattle aunque creció en Berkeley y San Francisco, hija de Royall Wood Mingins, de oficio taquígrafo, y Fay Mitchell Kear Mingins. Tuvo una hermana, June. estudió arte dramártico con Robert Warwick, ballet con Theodore Kosloff y baile español con Elisa Cansino.

## Carrera
Sheridan fue una de las Goldwyn Girls en 1935, junto a Anya Taranda y Jinx Falkenburg. Estuvo en contrato con Paramount Pictures, best y fue conocida por sus papeles en westerns de los años 30 como Hopalong Cassidy Returns (1936) y Hills of Old Wyoming (1937). Tuvo al actor William Boyd como compañero de reparto. Otro títulos suyos de la época fueron Three Married Men (1936), Strike Me Pink (1936, como una de las Goldwyn Girls), Florida Special (1936) y Poppy (1936).

## Vida privada
Sheridan se casó en dos ocasiones. Su primer marido fue el guionista Alexander Sloan Nibley con el que se casó en 1938 y se divorciaron en 1942. Tuvieron un hijo, Philip Royall. Su segundo marido fue el científico y editor de la revista Physics Today David Abraham Katcher; que se casaron en 1947, y con la que tuvieron una hija, Katherine. 
Sheridan moriría de un cáncer en 1982, a los 66 años en Chevy Chase, Maryland.